# Heemkundig archeologisch museum Sint-Huibrechts-Lille

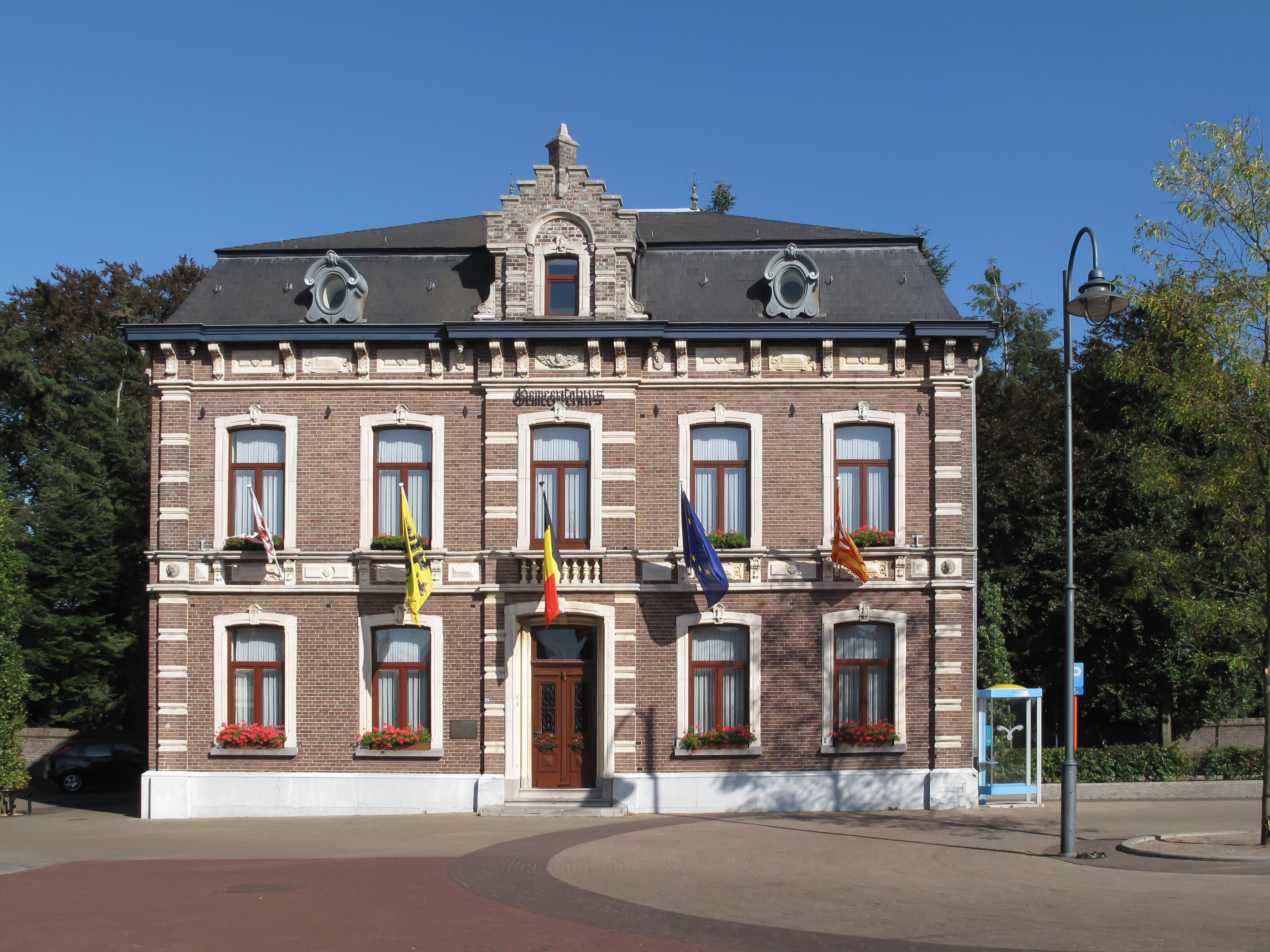
Het oude gemeentehuis

Het Heemkundig archeologisch museum Sint-Huibrechts-Lille bevindt zich in het oude gemeentehuis (Dorpsstraat 30) van Sint-Huibrechts-Lille, een deelgemeente van Neerpelt in de Belgische provincie Limburg. Het museum is ontstaan door de samenvoeging van twee musea en is op afspraak te bezoeken.

## Heemkunde
In 1984 heeft de plaatselijke Heemkundekring een heemkundemuseum ingericht op de zolder van het oude gemeentehuis, met behulp van vele voorwerpen die door de Lilse bevolking geschonken werden. Zo is er een compleet klaslokaaltje van de nonnenschool te vinden, een goede boerenkamer, een keuken en een verzameling gereedschappen.

## Archeologie
Nadat op de locatie Kolisbos een Romeinse nederzetting was gevonden, werd in 1984 met de opgravingen begonnen. Men bracht de nederzetting in kaart en vond 6.000 scherven van diverse soorten aardewerk, stammend uit de 1e tot 3e eeuw n.Chr. Er werden twee waterputten gevonden en op de bodem van een daarvan bevond zich een haardketting. Ook glaswerk en munten werden aangetroffen, evenals een geëmailleerde fibula. Dit alles wordt in het archeologisch museum tentoongesteld.